# Stugubackssjön
Stugubackssjön är en sjö i Bollnäs kommun i Hälsingland och ingår i Testeboåns huvudavrinningsområde. Sjön är 15,3 meter djup, har en yta på 0,733 kvadratkilometer och befinner sig 286,1 meter över havet. Sjön avvattnas av vattendraget Hamrångeån.

## Delavrinningsområde
Stugubackssjön ingår i det delavrinningsområde (677832-153140) som SMHI kallar för Inloppet i Gopen. Medelhöjden är 309 meter över havet och ytan är 9,25 kvadratkilometer. Det finns inga avrinningsområden uppströms utan avrinningsområdet är högsta punkten. Avrinningsområdets utflöde Hamrångeån mynnar i havet. Avrinningsområdet består mestadels av skog (75 procent). Avrinningsområdet har 0,74 kvadratkilometer vattenytor vilket ger det en sjöprocent på 8 procent.